# Heiligobndlied

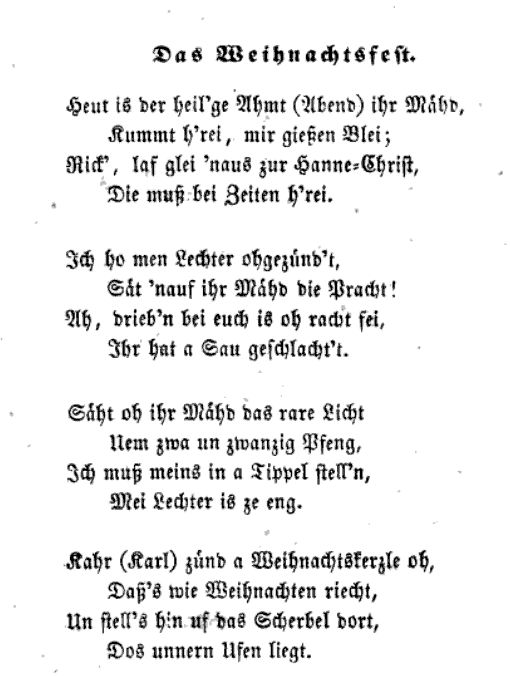
Heiligobndlied, abgedruckt im Jahr 1848 von Johann Traugott Lindner in Wanderungen durch die interessantesten Gegenden des Sächsischen Obererzgebirges

Das Heiligobndlied (auch Heiligohmdlied) ist nach unbestätigten Angaben das wohl längste Weihnachtslied der Welt. Es entstand vermutlich um 1799 in Annaberg im Erzgebirge. Die älteste nachweisbare Niederschrift stammt aus dem Jahre 1836.

## Geschichte
Die Urfassung des in erzgebirgischer Mundart abgefassten Liedes bestand aus 13 Strophen (anderen Quellen zufolge 14 oder 16 Strophen), die Johanne Amalie von Elterlein zugeschrieben werden.
Vieles deutet darauf hin, dass der Text um 1799 entstanden ist, als Johanna Amalie 15 Jahre alt war und samt Familie in unmittelbarer Nähe des Annaberger Marktes lebte. Diese Annahme beruht insbesondere auf dem in ihren Versen verarbeiteten städtisch-bürgerlichen Umfeld und den genannten Personen (darunter Mutter, Vater, Bruder, Lehrbursche und Dienstköchin), welche sich unter ihren bürgerlichen Namen in den Bevölkerungstabellen der Jahre 1799 und 1800 im Annaberger Stadtarchiv wiederfinden.
Der Chronist Johann Traugott Lindner berichtete im Jahr 1848 in Wanderungen durch die interessantesten Gegenden des Sächsischen Obererzgebirges aus dem Ort Großpöhla über die Entstehung des Liedes:

„Unter den Proletariern [gebe es] eine Menge sonderbarer Gebräuche und das Familienleben bezeichnender abergläubischer Gebahrungen, besonders zur Weihnachtszeit, denen man in folgendem Liedchen begegnet, welches eine Pöhlaerin in ihrem Dialekt selbst zum Verfasser hat.“

Es folgen unter der Überschrift Das Weihnachtsfest 14 Strophen des Heiligobndlieds. Den Namen der Verfasserin, Johanne Amalie von Elterlein, erwähnt Lindner nicht.
Dem Heiligobndlied gesellten und gesellen sich bis heute unzählige Strophen hinzu, denn dieses heitere Lied aus kurzen Strophen und einfachem Refrain animierte zu zahlreichen Weiterdichtungen. Ein Großteil dieser Weiterdichtungen wurde niedergeschrieben, so dass das Heiligobndlied heute nach der Zusammenstellung des Heimatschriftstellers Manfred Blechschmidt  aus mindestens 156 Strophen besteht.
Im Erzgebirge gilt dieses Lied als das bedeutendste Weihnachtslied überhaupt und zählt, zusammen mit dem Vuglbärbaam des Dichters Max Schreyer, zu den wichtigsten Liedern der erzgebirgischen Folklore.
Die Illustrationen auf den Liedpostkarten zum Heiligobndlied stammen von dem Annaberger Maler Rudolf Köselitz.

## Liedtext
1. Heit is dr heil’ge Ohmd ihr Mahd,

kummt rei mir gießn Blei.

Lob, laf ner fix zer Hanne-Ließ,

|: die muss beizeitn rei. :|

Refrain: Trara Tralala Trara Tralala

Lob, laf ner fix zer Hanne-Ließ,

die muss beizeitn rei.

2. Mir hobn ah sachzn Butterstolln,

su lang wie de Ufnbank,

unn wenn mr die zamm gassn hom,

|: dann sei mr olle krank. :|

Refrain

…
(abweichende Verszählung)

## Tondokumente
- Polyphon 30 565 (23 980)(926 ar): ’S Heilig Ohmd-Lied. Max Wenzel (1879–1946), mit Klavierbegleitung. Aufgen. 1921.

## Filme
- Sabine Barth: Die Weihnachtshymne Mitteldeutschlands. Dem Volke abgelauscht von Johanna Amalie von Elterlein. in: Lebensläufe, Folge 85. MDR Fernsehen 2004, Begleittext